# Magda Karina
Magda Karina (Cidade do México, 27 de julho de 1966) é uma atriz mexicana.

## Filmografia

### Televisão
- Amor amargo (2024) .... Alicia Sánchez de Martínez
- Vivir de amor (2024) .... Alma Trejo de Sánchez
- Perdona nuestros pecados (2023) .... Clemencia Estrada Lozano
- S.O.S me estoy enamorando (2021) .... Martha
- Te doy la vida (2020) .... Rita
- Por amar sin ley (2018) .... Sonia
- La sombra del pasado (2014-2015) .... Teresina
- La mujer del vendaval (2012-2013) .... Sagrario Aldama de Reyna
- La rosa de Guadalupe (2011) .... Rosalba Aurora
- Mi Pequeña - Teniente
- Pato Feo - Mirta
- Dos Hogares (2011-2012) .... Aura
- Cuando me enamoro (2010-2011) .... Blanca Ocampo
- Mi pecado (2009) .... Delfina "Fina" Solís
- Alborada (2005) .... Sara de Oviedo (jovem)
- Rencor apasionado (1998) .... Mariana Rangel
- Los hijos de nadie (1997) .... Yolanda
- La antorcha encendida (1996) .... Brígida Almonte
- Canción de amor (1995-1996) .... Jessica
- Mujer, casos de la vida real (1994-1996)
- Valeria y Maximiliano (1991) .... Nidia Ramos
- Amor de nadie (1990) .... Elisa Hernández
- El cristal empañado (1989) .... Luisa
- Dos vidas (1988)
- Rosa salvaje (1987) .... Angélica
- Cuna de lobos (1986) .... Lucero Espejel
- Cicatrices del alma (1986) .... Graciela
- Guadalupe (1984) .... Rosario "Chayo" Pereyra
- Amalia Batista (1983) .... Iris
- Déjame vivir (1982) .... Mercedes

### Teatro
- La Duda
- La casa de Bernarda Alba
- Crimen y castigo
- ¡Ah, Soledad!
- El soldadito de plomo